# پوئینگ
پوئینگ (به آلمانی: Poing, Bavaria) یک شهر در آلمان است که در بایرن واقع شده‌است.

## خصوصیات
پوئینگ ۱۲٫۸۹ کیلومترمربع مساحت دارد ۵۱۸ متر بالاتر از سطح دریا واقع شده‌است.